# Johan I av Sachsen
Johan I (tyska: Johann I.), född 12 december 1801 i Dresden, död 29 oktober 1873 i Pillnitz, var kung av Sachsen från 1854 till 1873. 

## Biografi
Han var son till Maximilian av Sachsen och Caroline av Parma. Gift 1822 med Amalia Augusta av Bayern
(1801-1877). 
Johan var en lärd man med särskilt intresse för språk och litteratur. Under pseudonymen "Philalethes" utgav han 1839-1849 en tysk översättning av Dantes Divina commedia. Inom inrikespolitiken företrädde Johan en progressistisk konservatism, i utrikespolitiken var han nära anknuten till Österrike.

### Barn
1. Maria Augusta av Sachsen (1827-1857), ogift
2. Albert av Sachsen (1828-1902), gift med Carola Vasa (1833-1907)
3. Elisabeth av Sachsen, (1830-1912), gift med 1:o Ferdinand, hertig av Genua
4. Ernst av Sachsen (1831-1847)
5. Georg av Sachsen (1832-1904), gift med Maria Anna av Portugal (1843-1884)
6. Maria Sidonia av Sachsen (1834-1862), ogift
7. Anna av Sachsen (1836-1859), gift med Ferdinand IV av Toscana (1835-1908)
8. Margarethe av Sachsen (1840-1858), gift med Karl Ludvig av Österrike (1833-1896)
9. Sophie av Sachsen (1845-1867), gift med Karl Theodor av Bayern (1839-1909)

## Utmärkelser
- Riddare av Gyllene skinnets orden
- Sankt Henriks militärorden
- Albrektsorden
- Sachsens civilförtjänstorden
- Storkorsriddare av Sankt Mauritius och Sankt Lazarusorden
- Rutkroneorden
- Annunziataorden
- Sankt Stefansorden
- Pour le Mérite för vetenskap och konst
- Andreasorden
- Riddare av Sankt Mauritius och Sankt Lazarusorden

[Redigera Wikidata]